# دانشگاه آزاد اسلامی واحد اقلید
دانشگاه آزاد اسلامی واحد اقلید، یکی از واحدهای دانشگاه آزاد اسلامی در شهر اقلید است. این دانشگاه در سال ۱۳۶۵ تأسیس گردید و هم‌اکنون دارای ۱۰۰۰ دانشجو و ۷۳ رشته در مقاطع دکتری، کارشناسی ارشد، کارشناسی و کاردانی است. این دانشگاه از واحدهای مجری علوم پزشکی دانشگاه آزاد به‌شمار می‌رود.